# Оклендська початкова школа
Оклендська початкова школа — хлопчача штатна школа в Окленді, Новій Зеландії. У ній навчаються діти з 9 до 13 років. Школа має обмежену кількість пансіонерів, які проживають у сусідньому до школи будинку. Це одна з найбільших шкіл Нової Зеландії.
На її території розташовані 2 об'єкти, які внесені в категорію І Новозеландського закону про історичні місця з 1993 року — це головний корпус школи (на малюнку) і воєнний меморіал, що присвячений учням школи, які брали участь у різних війнах.